# Street Hop
Street Hop es el cuarto álbum de estudio del rapero Royce Da 5'9". Fue publicado en los Estados Unidos el 20 de octubre de 2009 por el sello discográfico One Records, después de su álbum Independent's Day (2005). Tras el lanzamiento de Success Is Certain en 2011, Street Hop vendió aproximadamente 24.000 unidades en los Estados Unidos a través de HitsDailyDouble.

## Lista de canciones
1. «Gun Harmonizing» (Con Crooked I)
2. «Count For Nothing»
3. «Soldier» (Con Kid Vishis)
4. «Something 2 Ride, Part II» (Con Phonte)
5. «Dinner Time» (Con Busta Rhymes)
6. «Far Away»
7. «The Warriors» (Con Slaughterhouse)
8. «...A Brief Intermission» (Skit)
9. «New Money»
10. «Shake This»
11. «Gangsta» (Con Trick Trick)
12. «Mine In Thiz» (Con Mr. Porter)
13. «Street Hop 2010»
14. «Thing For Your Girlfriend» (Con Kay Young)
15. «On The Run»
16. «Murder»
17. «Bad Boy» (Con Jungle Rock Jr.)
18. «Part Of Me»
19. «Hood Love» (Con Bun B y Joell Ortiz)